# Multimedia Internet KEYing
Das Multimedia Internet KEYing (MIKEY) ist ein nach RFC-3830 standardisiertes Schlüsselaustauschprotokoll. Es zeichnet sich durch die Unabhängigkeit vom zugrunde liegenden Signalisierungsprotokoll, eine Vielzahl an Varianten für den Schlüsselaustausch sowie eine geringe Latenzzeit aus.
MIKEY wird hauptsächlich für Echtzeit-Multimediaanwendung im Zusammenhang mit Secure Real-Time Transport Protocol (SRTP) eingesetzt und verwendet in der Regel folgende drei Schlüsselaustauschverfahren:
- Pre-shared key (PSK): Verfahren, bei dem der Schlüssel vor der Übertragung mit allen Kommunikationspartnern vereinbart werden muss. Bei vielen Kommunikationspartnern schwer skalierbar.
- Public key: Asymmetrisches Verschlüsselungsverfahren, bei dem mit Hilfe von öffentlichen und privaten Schlüsseln Nachrichten kodiert und dekodiert werden.
- Diffie-Hellman: Dieses Prinzip unterscheidet sich von den obengenannten darin, dass kein gemeinsamer Schlüssel übertragen werden muss, sondern von beiden Kommunikationsparteien berechnet werden kann. Dies hat den Vorteil, dass die Kommunikation auch über unsichere Kanäle abgewickelt werden kann. Allerdings versagt das Verfahren bei mehr als zwei Kommunikationspartnern.